# Eurithia nigripennis
Eurithia nigripennis är en tvåvingeart som beskrevs av Chao och Shi 1981. Eurithia nigripennis ingår i släktet Eurithia och familjen parasitflugor. Inga underarter finns listade i Catalogue of Life.